# Inwood, Iowa
Inwood är en ort i Lyon County i Iowa. Vid 2020 års folkräkning hade Inwood 928 invånare.

## Kända personer från Inwood
- Robert A. Dahl, statsvetare